# Nusa grisea
Nusa grisea är en tvåvingeart som först beskrevs av Hermann 1914.  Nusa grisea ingår i släktet Nusa och familjen rovflugor.
Artens utbredningsområde är Taiwan. Inga underarter finns listade i Catalogue of Life.